# Janet Meakin Poor

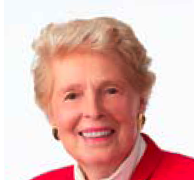
Janet Meakin Poor, 2009

Janet Meakin Poor (* 27. November 1929 in Cincinnati, Ohio; † 21. Juni 2017 in Evanston, Illinois) war eine US-amerikanische Gartendesignerin. Bekannt ist sie vor allem für ihre Beiträge zur Bewahrung von Pflanzen.

## Leben
Poor war die Urgroßnichte des amerikanischen Impressionisten Lewis Henry Meakin. Poor erhielt ihre Ausbildung an der University of Cincinnati.
1951 heiratete sie Edward King Poor III, Jurist und Partner in einer Personalvermittlung. Er starb im Jahr 2002. Das Paar bekam zwei Söhne; Edward King Poor IV und Thomas Meakin Poor.
Nachdem sie sich 1967 endgültig in Chicago niedergelassen hatten, entwickelte Poor ein vertieftes Interesse an Pflanzen und Gartenkunst. Schwerpunkt war dabei die Rettung und Bewahrung des botanischen Erbes unseres Planeten. Sie nahm ihr Studium wieder auf, zuerst am Triton College in River Grove, bevor sie an der University of Wisconsin–Madison Landschaftsdesign und Gartenbau studierte.
In den folgenden Jahrzehnten hatte Poor eine Reihe von Ämtern inne. Sie war Vice President des Garden Club of America, Vice Chairman im Board of Trustees des Center For Plant Conservation, und von 1989 bis 2000 Chair der Garden Conservancy Open Days, einer Aktion der The Garden Conservancy, zu der Gärten ihre Türen öffnen und sich präsentieren.  Sie war Beraterin des historischen Landguts der Villa Filoli bei San Francisco und des McKee Botanical Garden in Vero Beach, Florida, im Preisverleihungskomitee des Winterthur Museum and Country Estate in Delaware, Vorstandsmitglied der American Horticultural Society und Mitglied des Beirats des United States National Arboretum in Washington, D.C., letzteres im Auftrag des Landwirtschaftsministers der Vereinigten Staaten.
Ihre Mission zur Bewahrung des botanischen Erbes verfolgte sie vor allem als Vorstandsvorsitzende des Chicago Botanic Garden, wo sie ein ehrgeiziges Programm zum Sammeln von Samen bedrohter Pflanzen leitete. Der Chicago Botanic Garden brachte sich unter Poors Führung in das Thema auf nationaler und internationaler Ebene ein. Sie ermutigte den Chicago Botanic Garden zu einer Teilnahme am internationalen Millennium Seed Bank Project und engagierte sich für die Einrichtung des Daniel F. and Ada L. Rice Plant Resource Center.
Poor verstarb 2017 an den Folgen eines Schlaganfalls im Evanston Hospital. Bis zu ihrem Tod hatte sie 50 Jahre im selben Haus in Winnetka gelebt.
Ihr zu Ehren veranstaltet der Chicago Botanic Garden das internationale Janet Meakin Poor Symposium.

## Veröffentlichungen
Sie ist Herausgeberin eines zweibändigen Werkes des Garden Club of America über besondere Pflanzen:
- Plants That Merit Attention, Volume I: Trees. Timber Press, Portland, OR 1984, ISBN 0-917304-75-6 (archive.org).
- Plants That Merit Attention, Volume II: Shrubs. Timber Press, Portland, OR 1996, ISBN 0-88192-347-8.

## Auszeichnungen (Auswahl)
- Chicago Botanic Garden Horticulture Society Medal, Gold Medal Garden Design, 1974[1]
- Catherine H. Sweeney Award der American Horticultural Society, 1985[8]
- Hutchinson Medal der Chicago Horticultural Society, 1994[1]
- Chicago Botanic Garden Horticulture Society Medal, 1995[1]
- American Horticultural Society Book Award für Plants That Merit Attention: Shrubs, 1997[9]